# ジョヴァンニ・フランチェスコ・アネーリオ
ジョヴァンニ・フランチェスコ・アネーリオ（Giovanni Francesco Anerio, 1567年? - 1630年6月12日埋葬）は、イタリア後期ルネサンス音楽の作曲家・聖職者。初期バロック音楽の時代を生き、保守的なローマ楽派の一員でありながらオラトリオの発展に貢献したが、様式的にはパレストリーナ以来の伝統を守って手堅い声楽ポリフォニーを作曲した。兄フェリーチェ・アネーリオも作曲家。

## 生涯
厳密な生年月日は知られていないが、僧籍に入ることを明らかに若くして決心しており、1583年ごろにフィリッポ・ネーリの「オラトリオ会」とかかわるようになった。1595年にサン・マルチェッロ教会のオルガニストに就任。どうやら1600年（1601年説、1603年説あり）にラテラノのサン・ジョヴァンニ寺院の教会楽長に就任したらしい。1609年にヴェローナ大聖堂で同様の地位を得るが、これはローマ以外で最初の職務であった。1610年にヴェローナを後にし、ローマに戻る。何度かの旅行を別にすれば、1624年までローマにとどまり、さまざまな肩書きで活動した（少なくとも1616年には司祭に叙階されている）。1624年にジグムント3世に招かれ、ポーランド宮廷礼拝堂の聖歌隊長に就任すべくワルシャワに赴任。ポーランドは16世紀後半から17世紀まで東欧における列強として、クラクフやワルシャワは文化の中心地として発展し、しばしば有能なイタリア人やドイツ人が登用された。アネーリオは、ポーランドに移り住んだ外国人の中でも、ひときわ飛びぬけた存在であった。1630年にローマ目指してポーランドを後にするも、不幸にも再び郷里に足を踏み入れることはかなわなかった。道中オーストリアのグラーツに倒れ、その地に埋葬された。

## 音楽様式
ジョヴァンニ・アネーリオは、兄フェリーチェより進歩的な作曲家であり、17世紀初頭のローマの保守的な環境にあってなお進歩主義をとり続けた。マドリガーレは、フィレンツェからモノディ様式を借用している。その反面、ミサ曲やモテットといった宗教曲は、数字つきバスをとり入れ、ロドヴィコ・ヴィアダーナの影響を示しているものの、保守的なパレストリーナ様式を利用している。ミサ曲のいくつかは、16世紀末に流布したヴェネツィア楽派の複合唱様式が採られている。
ジョヴァンニ・アネーリオの最も重要な業績は、1619年の《霊的な劇音楽 Teatro armonico spirituale》であり、これは実質的に最初のオラトリオであると論じられている。ローマ楽派によるものとしては、器楽の最初のオブリガート・パートが含まれている。楽器法は注意深く表記されており、器楽と声楽のパッセージの交替は、続く世代に多大な影響を与えた。ヴェネツィア楽派のマドリガーレ・スピリトゥアーレと違って《霊的な劇音楽》のテクストは世俗語（イタリア語）であるが、音楽的な実態は、ほとんどが壮大なモテットである。音楽によって寓話が示されるものの、オペラと違って演技は伴わない。声楽と器楽は楽章ごとに交替する。『放蕩息子』や『サウルの回心』に曲付けされている。

## 作品
ジョヴァンニ・フランチェスコ・アネーリオは多作な作曲家で、モテットや聖母マリアへの連祷、レクイエム、アンティフォナ、宗教的コンチェルト、レスポンソリウム、詩篇唱、マドリガーレなど。数多くの声楽曲（世俗曲と宗教曲）に加えて、一握りの器楽曲を残している。作品のほとんどはローマで出版された。ポーランド時代の作品であるとはっきり分かっている作品はない。